# Coronel Chicuta
Coronel Chicuta, nascido Francisco Marques Xavier (São Luiz, 9 de outubro de 1836 —  Passo Fundo, 18 de junho de 1892) foi um militar brasileiro.
Foi um dos heróis brasileiros na Guerra do Paraguai (1864-1870), tendo recebido honrosas distinções no decorrer da campanha armada por Marechal Floriano Peixoto.
No dia 8 de abril de 1870, o então major convenceu o general paraguaio Bernardino Caballero, que ainda resistia com seus últimos 54 homens em uma incursão ao território brasileiro, a se render, ao lhe dar conhecimento da morte de Solano López.
Além de militar, foi também político, filiado ao Partido Republicano. Seu nome foi imortalizado em uma das ruas centrais de Passo Fundo, num tributo em sua memória como um defensor do Brasil; a Rua Coronel Chicuta.